# Květuš
Květuš je vesnice, část obce Chyšky v okrese Písek v Jihočeském kraji. Nachází se asi 1,5 kilometru východně od Chyšek. Prochází zde silnice II/123. Květuš je také název katastrálního území o rozloze 4,11 km². V katastrálním území Květuš leží i Kvašťov.

## Historie
V roce 1396 je na zdejší tvrzi zmiňovaný Oneš z Květuše jako patron kaplanství v Načeradci. Další z jeho rodu Jan z Květuše řečený Hron zemřel před rokem 1475 a jeho majetek připadl králi, který dal Květuš za výsluhu Čeňkovi z Klinštejna. V roce 1487 byla ves v majetku Štěpána Kuchty z Květuše a Humňan. V 15. století tvrz zpustla, ves měla několik držitelů. V dalším století byla připojena část k nadějkovskému panství. Roku 1668 Jiří Doudlebský z Doudleb prodal Květuši s okolními vesnicemi Nosetínem, Chlístovem, Kvašťovem, Vilínem Mikuláši z Germersheimu. Zbytky tvrze byly znatelné roku 1765.
Sbor dobrovolných hasičů byl založený roku 1893.

## Obyvatelstvo
| Rok            | 1869 | 1880 | 1890 | 1900 | 1910 | 1921 | 1930 | 1950 | 1961 | 1970 | 1980 | 1991 | 2001 | 2011 | 2021 |
| -------------- | ---- | ---- | ---- | ---- | ---- | ---- | ---- | ---- | ---- | ---- | ---- | ---- | ---- | ---- | ---- |
| Počet obyvatel | 321  | 311  | 300  | 288  | 272  | 251  | 237  | 190  | 165  | 135  | 137  | 139  | 113  | 89   | 113  |
| Počet domů     | 43   | 43   | 44   | 47   | 47   | 47   | 48   | 44   | 40   | 37   | 35   | 44   | 47   | 50   | 50   |

## Obecní správa
Při sčítání lidu v letech 1850–1975 Květuš byl osadou obce Nosetín, se kterým patřil nejprve do okresu Sedlčany, ale v roce 1950 v okrese Milevsko a od roku 1960 v okrese Písek. Od 1. ledna 1976 je částí obce Chyšky v okrese Písek.

## Pamětihodnosti
- Kaple ve vesnici na návsi je z roku 1833 a je zasvěcena svatému Janu Nepomuckému.[9]
- Vedle návesní kaple se nachází kamenný kříž reliéfně zdobený na koncích ramen motivem koleček. V střední části kříže je motiv kalicha. Kříž má malované plechové tělo Krista.
- Památný strom vysazený vedle návesní kaple.
- Památný strom v obci nedaleko od příjezdové komunikace do vesnice.
- Židovský hřbitov v Květuši je situován necelý jeden kilometr severozápadně od vsi a je přístupný po polní cestě odbočující doprava od silnice č. 123 na Nosetín. Zdejší židovský hřbitov byl založen někdy v 18. století.[10] Nejstarší náhrobky jsou datovány do roku 1782.[11] Poslední pohřeb se zde konal v roce 1929[12] Areál hřbitova byl po druhé světové válce zdevastován.[10]

## Galerie

Květuš - Chyšky
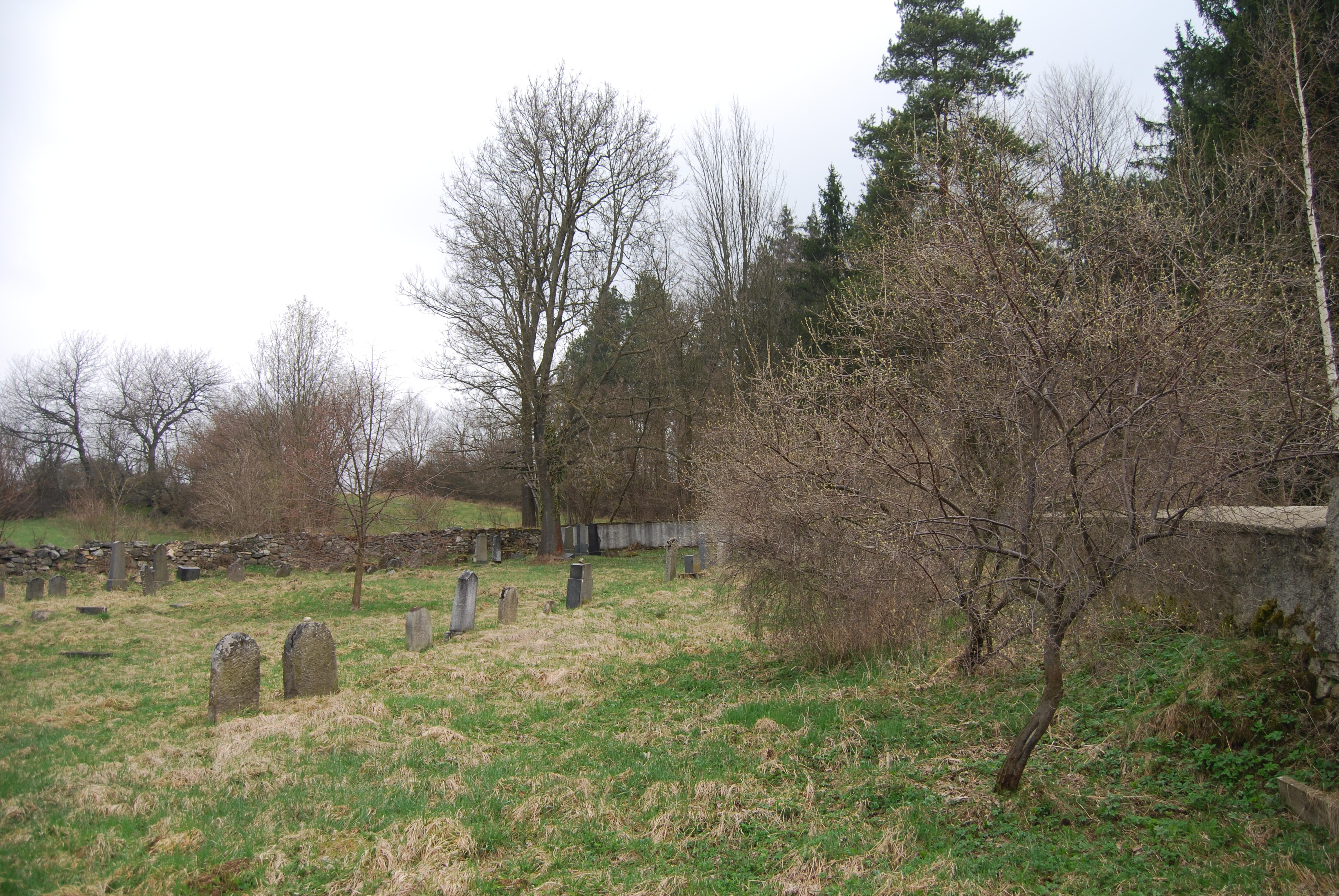
Židovský hřbitov
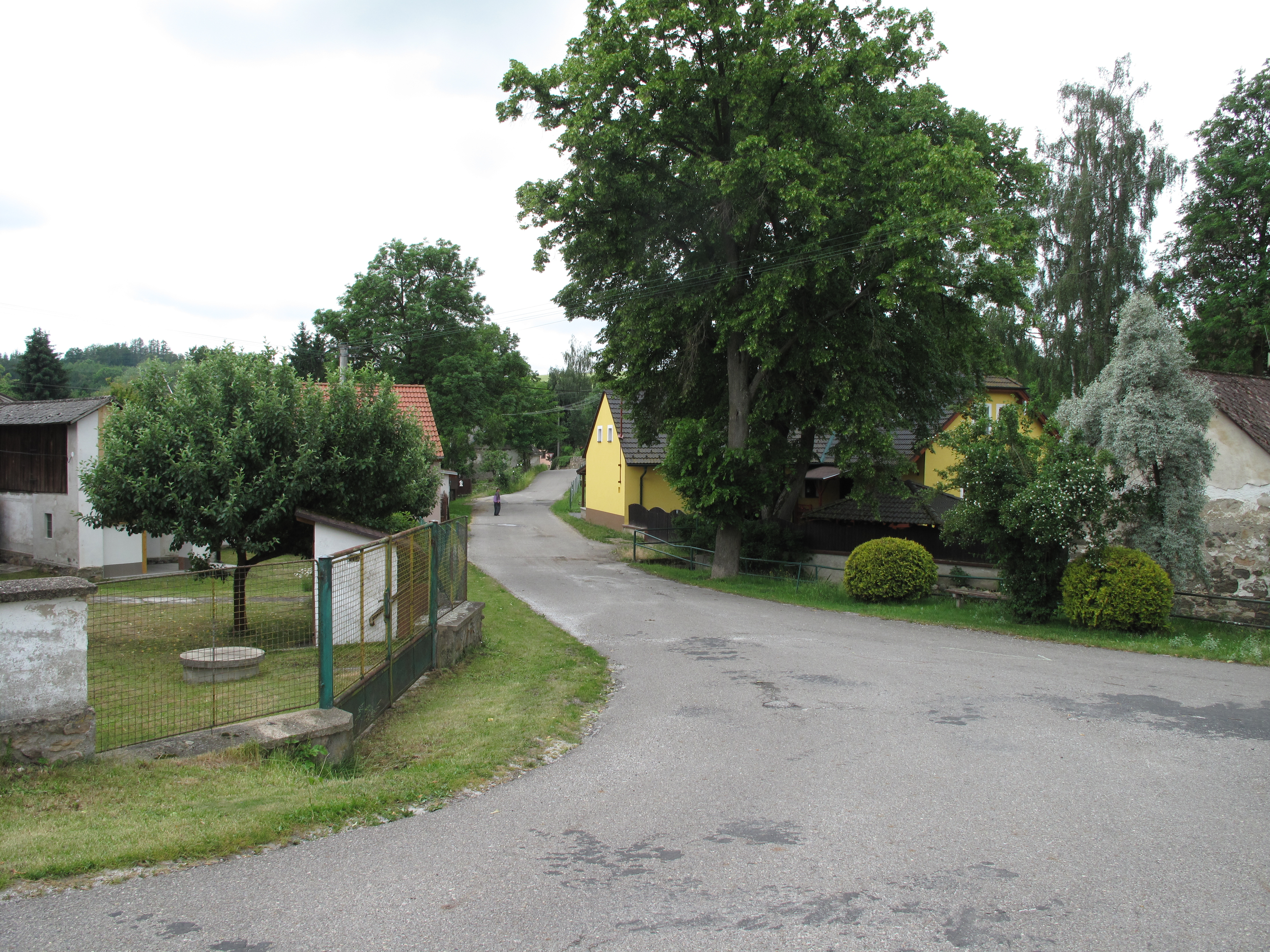
Cesta
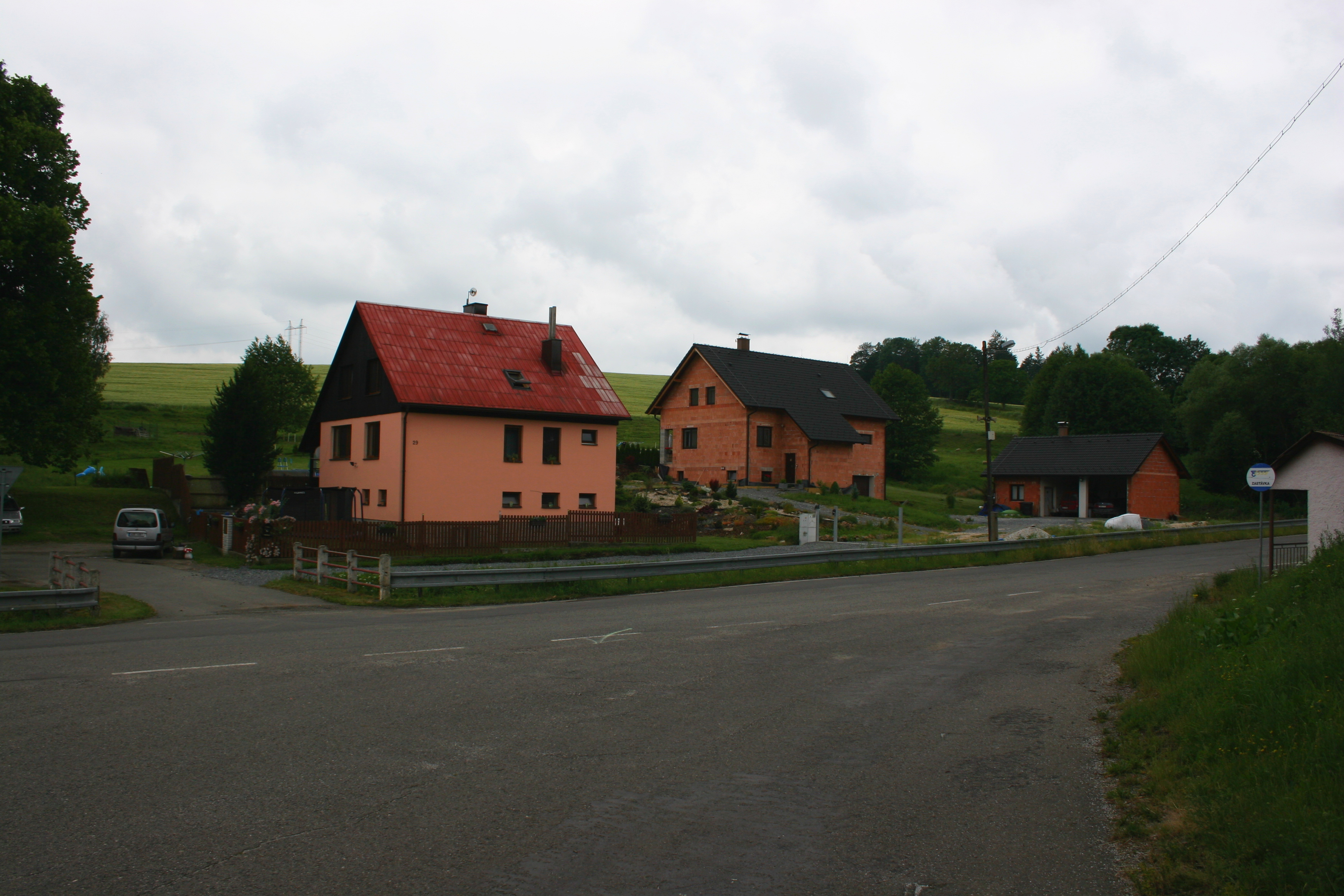
Domy u silnice
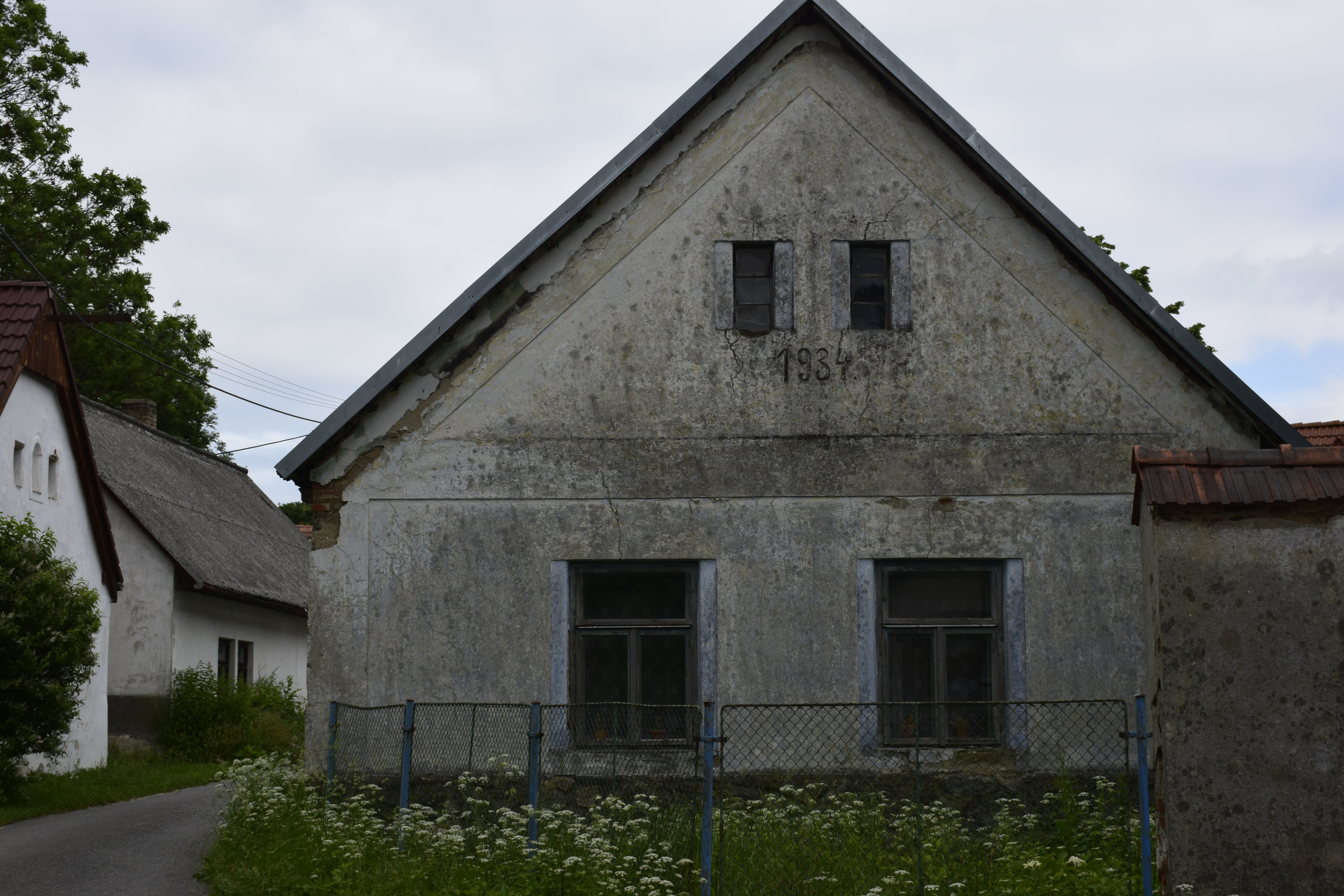
Chalupa